# Dar Jaghmurasan
Szatwan (arab. دار يغمراسن; fr. Dar Yaghmouracene)  – jedna z 53 gmin w prowincji Tilimsan, w Algierii, znajdująca się w północnej części prowincji, około 50 km na północny zachód od Tilimsan. W 2008 roku gminę zamieszkiwało 6331 osób. Numer statystyczny gminy w Office National des Statistiques d'Algérie to 1319.